# Боб Шуль
Боб Шуль  (англ. Bob Schul, 28 вересня 1937 — 16 червня 2024) — американський легкоатлет, олімпійський чемпіон.

## Виступи на Олімпіадах
| Олімпіада  | Дисципліна         | Місце |
| ---------- | ------------------ | ----- |
| Токіо 1964 | біг на 5000 метрів | 1     |

## Зовнішні посилання
- Досьє на sport.references.com [Архівовано 2 квітня 2015 у Wayback Machine.]